# Chico Che

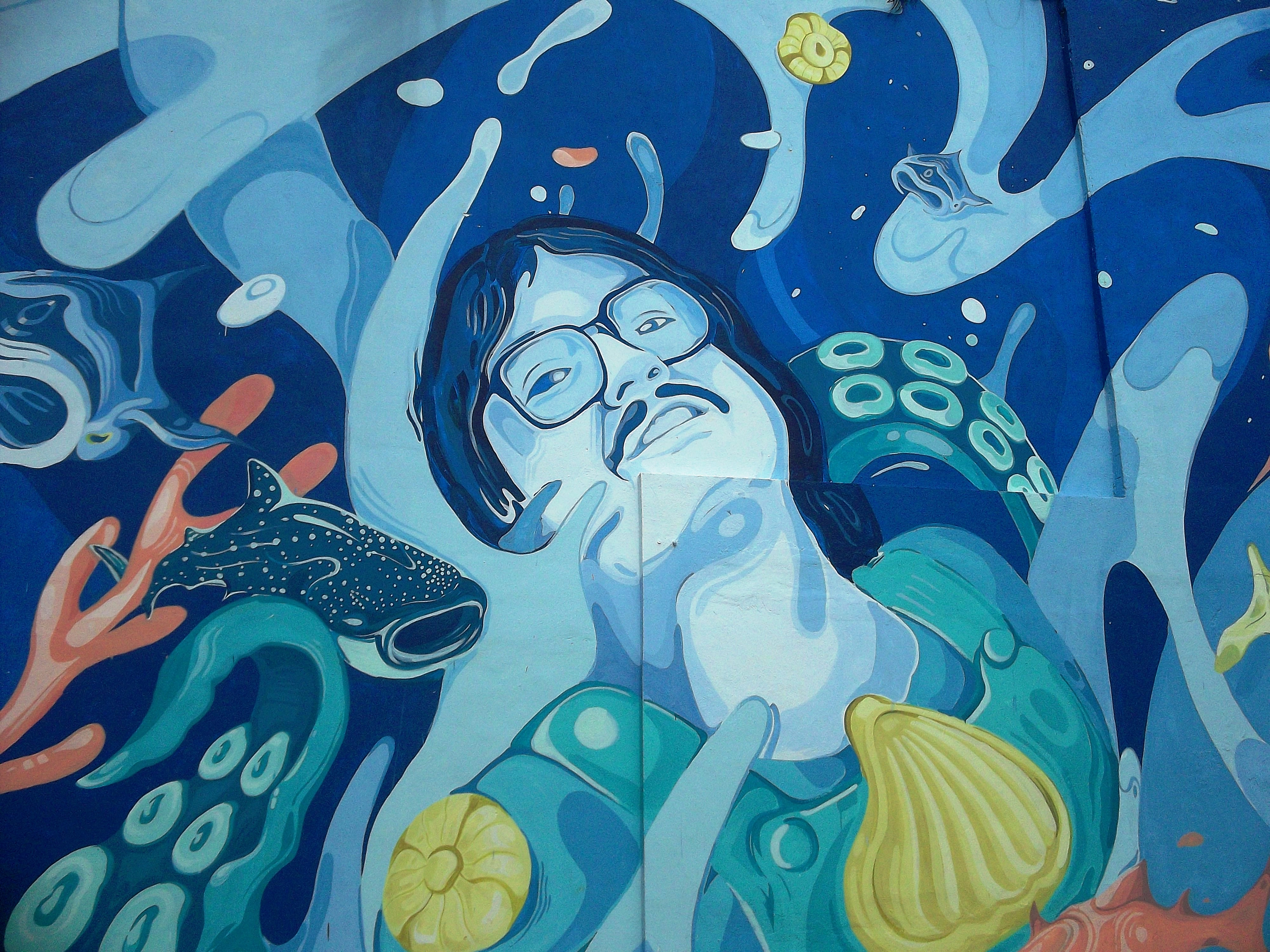
Mural alusivo a Chico Che

Francisco José Hernández Mandujano, más conocido por su nombre artístico "Chico Che" (7 de diciembre de 1945-Coyoacán, Ciudad de México, 29 de marzo de 1989). fue un músico, cantante y compositor mexicano. Su nombre artístico derivó de los hipocorísticos usados en el español hablado en Tabasco: “Chico”, por Francisco, y “Che”, por José.
Chico Che fue el músico tabasqueño más popular de los años setenta y ochenta, que impuso su estilo, el cual consistía en usar pantalones de pechera, que son pantalones con tirantes que se usan para trabajar, además de anteojos, lo que reflejaba una personalidad única por todos los rincones de Tabasco y la República Mexicana, y estaba internacionalizándose cuando lamentablemente le llegó la muerte de manera inesperada.

## Datos biográficos
“Chico Che” nació el 7 de diciembre de 1945 en la colonia Narvarte del entonces Distrito Federal.Su padre fue Gabriel Hernández Llergo, oriundo de Teapa, quien trabajaba en la revista Impacto fundada por su hermano,el periodista Regino Hernández Llergo; su madre fue Haydée Mandujano de Hernández, maestra normalista originaria de Villahermosa. Ella falleció cuando Chico Che tenía 5 años de edad, por lo que su hermana mayor Matilde se hizo cargo de él durante el resto de su niñez y parte de su vida adulta; más adelante ella también fue su mánager. Fue el segundo de tres hermanos; además de Matilde, tuvo una hermana menor de nombre Haydée.
Estudió en la Academia Militarizada Benjamín N. Velasco en la Ciudad de Querétaro y llevó un semestre de la carrera de Derecho en la Universidad Juárez Autónoma de Tabasco. En la adolescencia mostró talento para tocar una gran variedad de instrumentos musicales, sobre todo los teclados y sintetizadores, aunque también sintió especial cariño por la guitarra y el saxofón (grabó este instrumento para la melodía El Manicero).

## Carrera artística
En 1966 ingresó a Los Temerarios de Chico Che, también conocido como Los Temerarios de Tabasco, un grupo que tocaba música instrumental, rock and roll y balada. En 1967 decidió probar suerte con la música tropical y con la cumbia, por lo que se unió a la agrupación Los Bárbaros.
Más tarde, en 1968, fundó el grupo La Crisis con el que grabó sus primeros sencillos como Derrumbaron el Puente, La Espinita y Paraíso, entre otros. Los primeros músicos de La Crisis fueron Nacho Mandujano (bajo eléctrico), Pedro Díaz “Machorrito” (tumbadoras), Antonio Hernández Carrera “El Negro” (batería) y Miguel Ángel Sánchez Rodríguez “Cochinita” (guitarra). Para el tercer disco, y en adelante, se incorporó Eugenio Flores en el saxofón y tiempo después se integraron Abel González “El Bayo” (requinto) y Pedro Bolón Pozo (bajo eléctrico). La promoción musical y representación artística estuvo a cargo de Jesús González del Callejo. La Crisis se convirtió en un fenómeno musical de la época con éxitos musicales que ocuparon los primeros lugares de popularidad; grabaron más de 40 discos LP por los que obtuvieron varios discos de oro y de platino por sus altas ventas.

### Cine
La popularidad que había alcanzado Chico Che le ayudó a incursionar en la pantalla grande filmando junto con su grupo La Crisis cinco películas: Despedida de Soltero (Esta Noche Cena Pancho), Taquito de Ojo, Huele a Gas, Duro y Parejo en la Casita del Pecado y Delincuente, la cual realizó al lado del actor y cantante Pedro Fernández.

## Vida personal
Su esposa fue Concepción Rodríguez Garduza, con quien procreó tres hijos: Francisco José, Harley Gabriel y Roberto Carlos. Este último interpreta las canciones de su padre bajo el nombre artístico de Chico Che Chico.

### Fallecimiento
Falleció el 29 de marzo de 1989 a consecuencia de un derrame cerebral mientras se encontraba en su casa de la colonia Educación, en la delegación Coyoacán Ciudad de México.

## Estilo e influencias
Chico Che y sus músicos crearon un estilo musical que tuvo influencias de la Cumbia y el Merengue fusionado con arreglos de Rock and Roll y ritmos populares como la música de Marimba del sureste, el Huapango, el Dengue y el Son (Pobrecito mi Cigarro, Gracias a la Vida). Además del uso del saxofón en las armonías, Chico Che usó sintetizadores analógicos como el Yamaha SK20, entre otros.
Por otro lado, el músico creó una imagen peculiar la cual consistió en usar overoles de muchos colores y materiales — los cuales en la época aún eran considerados ropa de trabajo — y anteojos de pasta. Sus letras versaron sobre el romanticismo así como el humor político como El Sustazo del Negrazo, en referencia al arresto de Arturo Durazo Moreno, ¿Dónde te agarró el temblor?, haciendo alusión al sismo del 19 de septiembre de 1985 y El Partido por la Mitad, en referencia a las elecciones de México en 1988. En algunas de sus canciones utilizó expresiones populares como De Quen Chon, Ton's que Mami, Uy que Miedo y Quen Pompó, uno de sus grandes éxitos.
Además de sus propias composiciones, Chico Che hizo versiones de canciones de artistas como Alberto Domínguez (Perfidia) Violeta Parra (Gracias a la Vida), Carlos Puebla (La Reforma Agraria) y Quilapayún (La Muralla), entre otros.

## Premios y reconocimientos
- Una calle de la colonia Las Gaviotas de la ciudad de Villahermosa lleva su nombre.[9]

- En el parque Tabasco, donde todos los años se realiza la feria, se encuentra una estatua en su honor.

## Discografía

### ConLos Temerarios
- Rock, Rock, Rock - 1965
- La Catedral de Winchester - 1966

### ConLos Bárbaros
- Ritmo Bárbaro con Los Bárbaros - 1967

### ConChico Che y La Crisis
- Paraíso - 1973 EMI Capitol México
- La Flor del Maíz - 1973 EMI Capitol México
- Mi Cafetal - 1974 EMI Capitol México
- El Pachuli - 1974 EMI Capitol México
- Reina del Sureste - 1975 EMI Capitol México
- Vámonos de Juerga Todos - 1975 EMI Capitol México
- Nadie Como Chico Che - 1976 Mhoro
- Pepe Pueblo - 1976 Ariola
- La Hamaca - 1977 Ariola ML 5014
- Los nenes con los nenes - 1978 Ariola
- Saborcito de Canela - 1978 Ariola
- Disco Che-1979 - Ariola
- Cañón - 1979 Ariola
- La Botellita - 1980 Ariola
- La Reforma Agraria - 1980 Ariola
- Pobrecito mi Cigarro - 1981 Ariola
- No te fijes que soy tímido - 1981 Ariola ML 5181
- A las Pipis y Gañas - 1982 Ariola ML 5240
- Las Pelotas - 1982 Ariola
- De Quen Chon - 1983 Ariola ML 5278
- Yo soy un Muchacho Guapo - 1983 Ariola ML 5265
- Ton´s que mami - 1984 Ariola ML 5286
- Gracias a la Vida - 1984 Ariola
- Latín, Latón - 1985 Ariola ML 5309
- Quen Pompó - 1985 Ariola 5322
- El Mundial de Chico Che - 1986 Ariola ML 5335
- Las Playas de Nudistas "El Tomavistas" - 1986 Ariola ML 5360
- Chido, Chido - 1987 WEA
- Fiesta con Fiesta (álbum promocional para cigarros Fiesta) - 1987 Melody
- El Bolero Va - 1987 WEA
- ¡Chico Che contraataca! - 1988 WEA
- Chi como Ño - 1989 EMI Capitol México (último disco antes de su fallecimiento)
- Chico Che y La Crisis En Vivo (edición especial aniversario en vinilo) - 2019 Universal Music México

#### Recopilatorios
- 15 Explosivas de Chico Che y La Crisis - 1983 Ariola ML 5247

- 16 Grandes Inolvidables de Chico Che y La Crisis - 1989 EMI Capitol México
- 15 Explosivas de Chico Che y La Crisis Vol. II - 1990 EMI Capitol México
- Creaciones chuscas de Chico Che y la Crisis - 1986 Ariola ML 5337